# Commonwealth Bank Tennis Classic 1995
Il Commonwealth Bank Tennis Classic 1995 è stato un torneo di tennis giocato sul cemento. È stata la 2ª edizione del Commonwealth Bank Tennis Classic, che fa parte della categoria Tier IV nell'ambito del WTA Tour 1995. Si è giocato a Surabaya  in Indonesia, dal 2 all'8 ottobre 1995.

## Campionesse

### Singolare
Wang Shi-ting ha battuto in finale  Yi Jing Qian con il punteggio di 6–1, 6–1

### Doppio
Petra Kamstra /  Tina Križan hanno battuto in finale  Nana Miyagi /  Stephanie Reece con il punteggio di 2–6, 6–4, 6–1